# Баршонь, Ласло
Ла́сло Ба́ршонь (венг. Bársony László; род. 1946, Печ) — венгерский альтист и исполнитель на виоль д'амур.
Окончил Музыкальную академию имени Листа (1969) у Пала Лукача. С 1976 года — первый альт Венгерского филармонического оркестра, с 1978 года — альтист Нового Будапештского квартета.
В составе квартета записал, в частности, все квартеты Людвига ван Бетховена, Иоганнеса Брамса и Белы Бартока, как солист — пять концертов Антонио Вивальди для виоль д’амур с оркестром. Сын Баршоня, Петер Баршонь (род. 1975) — также альтист.